# 生田萬 (劇作家)
生田萬（、1949年8月30日 - ）は、日本の劇作家であり演出家である。東京都生まれ。早稲田大学在学中に劇団を結成、寺山修司の市街劇「人力飛行機ソロモン」に出演。
1981年に女優で妻の銀粉蝶とともに劇団「ブリキの自発団」を結成、片桐はいりや山下千景などを擁し「夜の子供」などを作・上演、小劇場ブームの一翼を担った。
1996年「KAN-KAN」で読売演劇大賞優秀演出家賞、優秀作品賞受賞。その後、一時期は演劇から遠ざかっていたが、2007年に埼玉県富士見市の富士見市民文化会館「キラリ☆ふじみ芸術監督」に就任。
フィリップ・K・ディックの影響を受けていたとされる。

## テレビ番組
- 世界遺産 - TBS - 構成

## 著書
- 『夜の子供 生田万の戯曲集[1]』而立書房、1986年
- 『やさしい犬』而立書房 - 1987年
- 『夜の子供 2』白水社 - 1992年